# Санди (езеро)
Езерото Санди (на английски: Sandy Lake) е 13-о по големина езеро в провинция Онтарио. Площта му, заедно с островите в него е 527 км2, която му отрежда 87-о място сред езерата на Канада. Площта само на водното огледало без островите е 507 км2. Надморската височина на водата е 275 м.
Езерото се намира в северозападната част на провинция Онтарио. Санди има дължина от запад на изток 74 км, а максималната му ширина е 12 км. В северозападния ъгъл на езерото се влива река Кобем, а от източния му край изтича река Северн, вливаща се в Хъдсъновия залив. Има силно разчленената брегова линия с множество заливи, полуострови и острови (Пасеу и др. с обща площ от 20 km2). Максимална дълбочина – 41,8 м. Водното ниво се намира на 275 м н.в. и в периода от ноември до май е покрито с дебела ледена кора.
На северозападния бряг на езерото е разположено единственото селище по бреговете му – Санди Лейк, в близост до което има изградено летище.